# Hauya elegans
Hauya elegans là một loài thực vật có hoa trong họ Anh thảo chiều. Loài này được DC. mô tả khoa học đầu tiên năm 1828.